# Windischeschenbach
Windischeschenbach è un comune tedesco di 5 489 abitanti, situato nel Land della Baviera.

## Lo Zoigl
La cittadina di Windischeschenbach è uno dei principali comuni nei quali si porta avanti la tradizione birraria dello Zoigl, diffusa e radicata su buona parte del territorio dell'Alto Palatinato. Tale tradizione consiste nella produzione di birra, da parte di famiglie di privati (secondo turni solitamente calendarizzati), presso un impianto pubblico comunale; la famiglia produttrice si incarica quindi della maturazione in casa propria (nelle cantine: "keller") della birra prodotta, e della somministrazione della stessa agli avventori, i quali sono informati della disponibilità dello Zoigl nella casa grazie all'apposizione all'esterno di un "segno" (traduzione del termine dialettale "Zoigl" appunto) costituito da una stella a sei punte. Attualmente a Windischeschenbach sono in 10 i soggetti autorizzati a produrre presso l'impianto comunale.